# Allard Jolles
Allard Joost Jolles, ook wel Allard J.J. (Amsterdam, 14 september 1958 – 4 oktober 2024) was een Nederlands architectuurhistoricus en musicus.
Hij was een zoon van kleuterleidster Tiny Bernardina (Tiny) Bartels (1929-2018) en socioloog prof. dr. Hiddo Michiel Jolles (1928-2023).
Zijn ouders maakten hem wegwijs in de klassieke muziek. Al op jonge leeftijd begon hij zelf met muziek spelen, de piano; hij bleek er naar eigen zeggen geen talent voor te hebben. Radio Veronica met Slade en Mud als ook The Rolling Stones met (I Can't Get No) Satisfaction stuurden hem een andere richting op. Het leidde tot het spelen van de gitaar. De mainstream popmuziek wisselde hij in voor punk.
Hij was de eerste drummer in Claw Boys Claw, waar hij echter slechts twee jaar speelde. Hij koos toen voor L'Attentat, waar hij niet drumde maar zong en gitaar speelde (een Fender Telecaster). L'Attentat was minder streng in de leer van wat genoemd wordt de Amsterdam Gitaarschool (of minder positief Amsterdamse Gitaarmaffia). Hijzelf was bewonderaar van Neil Young, Johnny Thunders, The Stooges, AC/DC en Howlin' Wolf, die mede bepalend waren voor zijn muzikale richting. Fingerpicking leerde hij van Scotty Moore (gitarist van Elvis Presley). Zijn bijnaam was in die jaren De dirigent (hij gaf de maat aan). 
In zijn muziektijd studeerde hij kunstgeschiedenis aan de Universiteit van Amsterdam en studeerde in 1989 af. Toen hij muziek minder prioriteit gaf, ging hij vanaf 1991 werken bij de Dienst Ruimtelijke Ordening; na zestien jaar (2007) wisselde hij die dienst in voor de Rijksgebouwendienst, van Atelier Rijksbouwmeester tot aan het managementteam. Hij publiceerde boeken over Frits van Dongen, Hey Ho, Let’s Go! (over de architectuur van popzalen in Nederland), artikelen in vakliteratuur en hij was redacteur van de jaarboeken Architectuur in Nederland. Samen met Caroline Gautier schreef hij Oostelijk Havengebied Amsterdam, stedenbouw en architectuur voor het Nederlands Architectuurinstituut. Samen met fotograaf Koos van Zanten publiceerde hij Amsterdam vanuit de lucht (Engelse uitgave Amsterdam from above), verhaaltjes bij luchtfoto’s. Al die tijd gaf hij ook wel gastcolleges Amsterdamse architectuur en stedenbouw aan de UvA, Technische Universiteit Delft en de Academie van Bouwkunst.
In die tijd wist hij ook nog twee albums te maken: Uncovered (2020) en Under the loop (2023).

Hij overleed 4 oktober 2024 op 66-jarige leeftijd. Zijn bericht van overlijden ging vergezeld van een citaat uit zijn eigen nummer Seize the day: 
If bad times don’t teach you anything, make sure the good times will.
- Bibsys: 2095644
- Bibliothèque nationale de France: cb15063006w (data)
- International Standard Name Identifier: 0000 0000 7846 2417
- Library of Congress Control Number: nr2002033369
- MusicBrainz: b988572d-8973-4c48-b5e6-1bb677b3dc01
- Nationale Bibliotheek van Israël: 987007423758705171
- Nederlandse Thesaurus van Auteursnamen: 175313784
- Istituto Centrale per il Catalogo Unico: MILV290982
- Système universitaire de documentation: 155574469
- Virtual International Authority File: 51977832